# 10931 Сеццано
10931 Сеццано (10931 Ceccano) — астероїд головного поясу, відкритий 16 лютого 1998 року.
Тіссеранів параметр щодо Юпітера — 3,360.